# Elecciones generales del Reino Unido de 1900
Las elecciones generales del Reino Unido de 1900 se realizaron el desde el 25 de septiembre al 24 de octubre de 1900. Los Conservadores liderados por Lord Salisbury y sus aliados Unionistas Liberales obtuvieron una amplia mayoría parlamentaria.
Estas fueron las primeras elecciones en el Reino Unido del siglo XX, en ellas el Partido Laborista obtuvo representación parlamentaria por primera vez tras no lograrlo en 1895. También fue la primera ocasión en la que el futuro primer ministro Winston Churchill logró un acta para la Cámara de los Comunes.

## Resultados
| Partido                                           | Votos     | Escaños | +/− | %    |
| ------------------------------------------------- | --------- | ------- | --- | ---- |
| Partido Conservador y Liberal Unionista           | 1.767.958 | 402     | - 9 | 50,3 |
| Partido Liberal                                   | 1.572.323 | 183     | + 6 | 44,7 |
| Partido Laborista                                 | 62.698    | 2       | +2  | 1,8  |
| Partido Parlamentario Irlandés                    | 57.576    | 82      | -5  | 1,6  |
| Nacionalistas independientes                      | 23.706    | 5       | 5   | 0,7  |
| Conservadores independientes                      | 13.713    | 0       |     | 0,4  |
| Liberales independientes                          | 6.423     | 1       | + 1 | 0,2  |
| Independientes                                    | 4.800     | 0       |     | 0,2  |
| Comité de Representación de los Obreros Escoceses | 3.107     | 0       |     | 0,1  |
| Liberal Unionista independiente                   | 1.855     | 0       |     | 0,1  |
| Laborista independiente                           | 433       | 0       |     | 0,0  |